# Tinnikuru
Tinnikuru is een plaats in de Estlandse provincie Viljandimaa, behorend tot de gemeente Viljandi vald. De plaats heeft de status van dorp (Estisch: küla).
Tot in 2017 lag Tinnikuru in de gemeente Tarvastu. In het najaar van dat jaar werd deze gemeente bij de gemeente Viljandi vald gevoegd.

## Bevolking
Het dorp had 89 inwoners op 31 december 2011 en 63 inwoners op 31 december 2021.

## Ligging
Tinnikuru grenst in het noorden aan de vlek Mustla. Over een korte afstand loopt de Tugimaantee 52, de secundaire weg van Viljandi naar Rõngu, langs de oostgrens van het dorp. De rivier Tarvastu vormt de grens met het buurdorp Jakobimõisa.

## Kerkhof
Op het grondgebied van Tinnikuru ligt een kerkhof dat Tarvastu kalmistu (kerkhof van Tarvastu) wordt genoemd. Het ligt op ca. 1 km afstand van Tarvastu kirik, de kerk van Tarvastu, die in het buurdorp Porsa ligt. Het kerkhof werd gesticht in de 18e eeuw; het zuidelijke deel is jonger. De oppervlakte bedraagt 6,24 ha. Het is een beschermd monument.

## Geschiedenis
Tinnikuru werd voor het eerst genoemd in 1724 als Tinny Kurru. In 1797 stond het dorp bekend als Tinnikurro. Het dorp lag tot in 1919 voor een deel op het landgoed van Kurresaar (het dorp Kuressaare), een kroondomein, en voor een ander deel op het landgoed van Kersel (Loodi), dat in particuliere handen was. In 1977 werden Kirikuküla en het dorp (niet de vlek) Mustla bij Tinnikuru gevoegd.

## Foto's

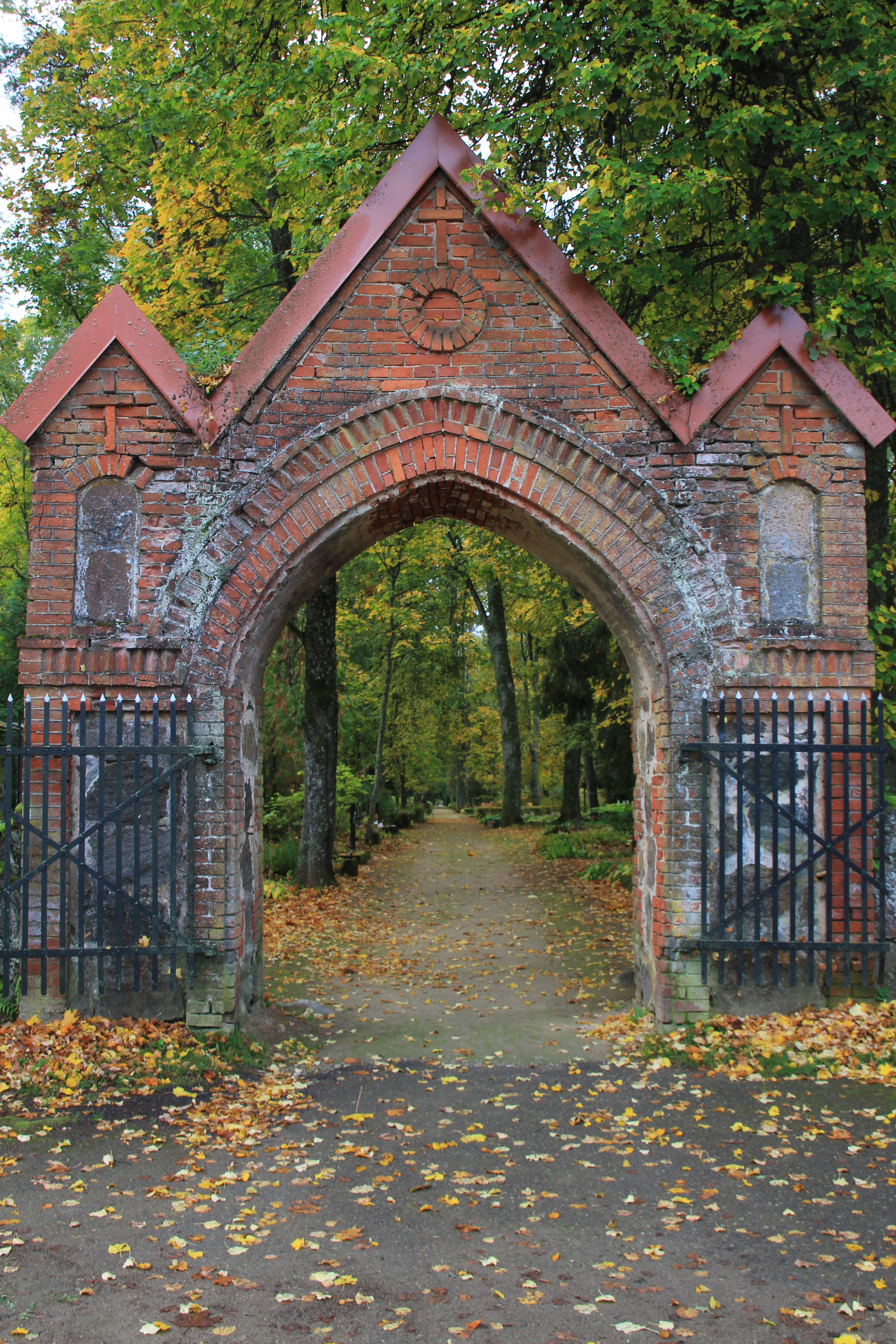
De toegangspoort tot het kerkhof
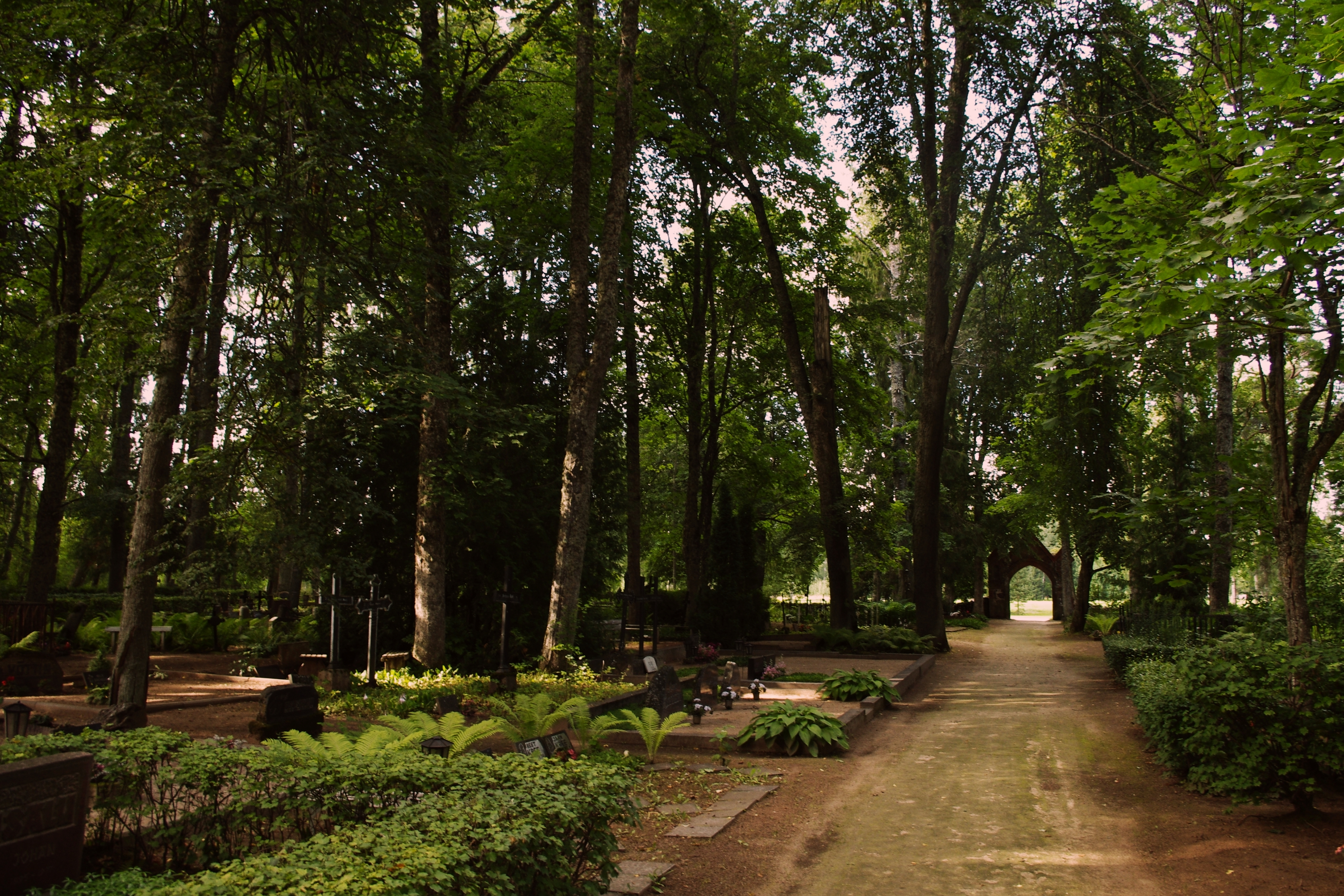
Achter de poort
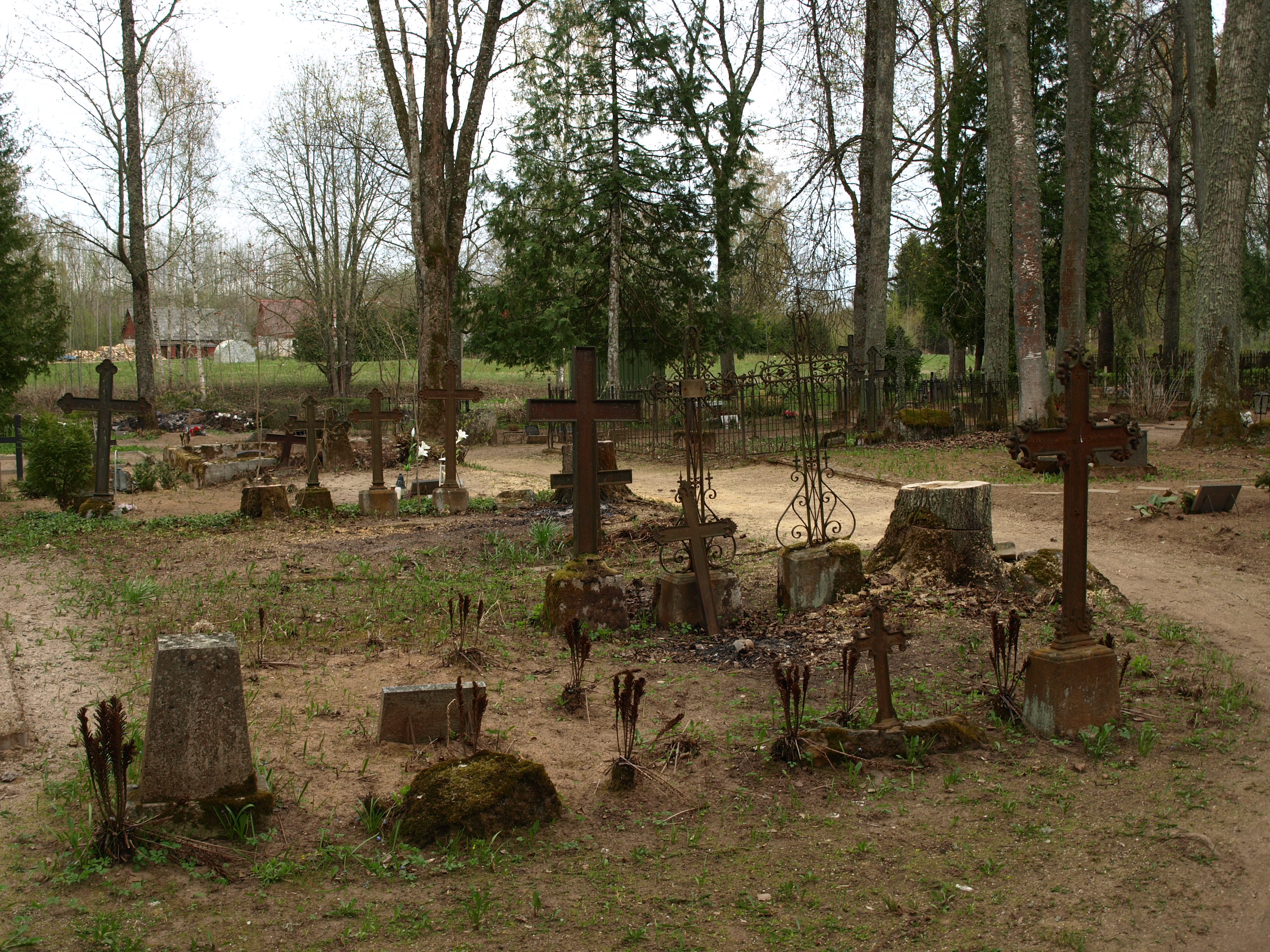
Graven
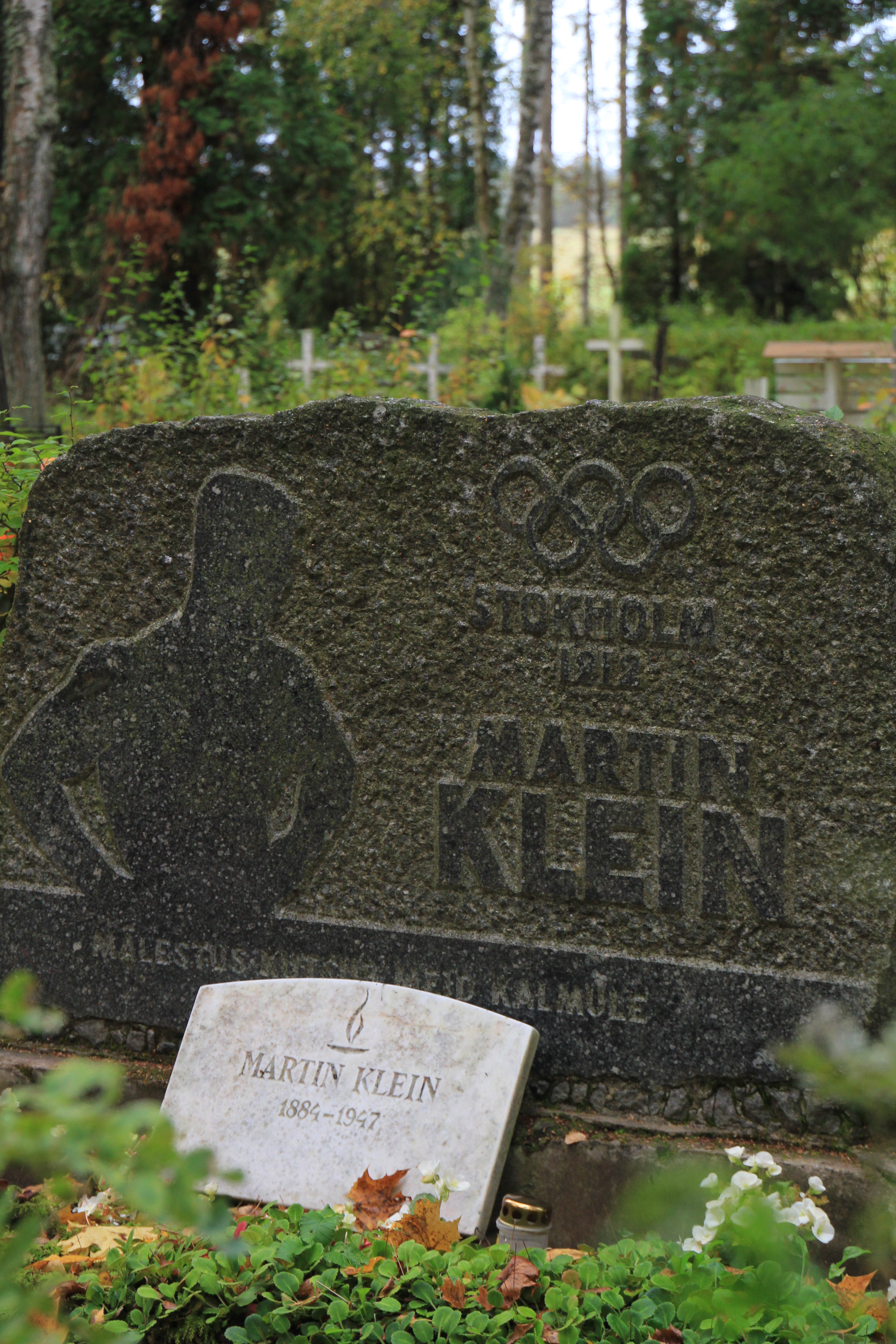
Graf van de worstelaar Martin Klein (1884-–1947)
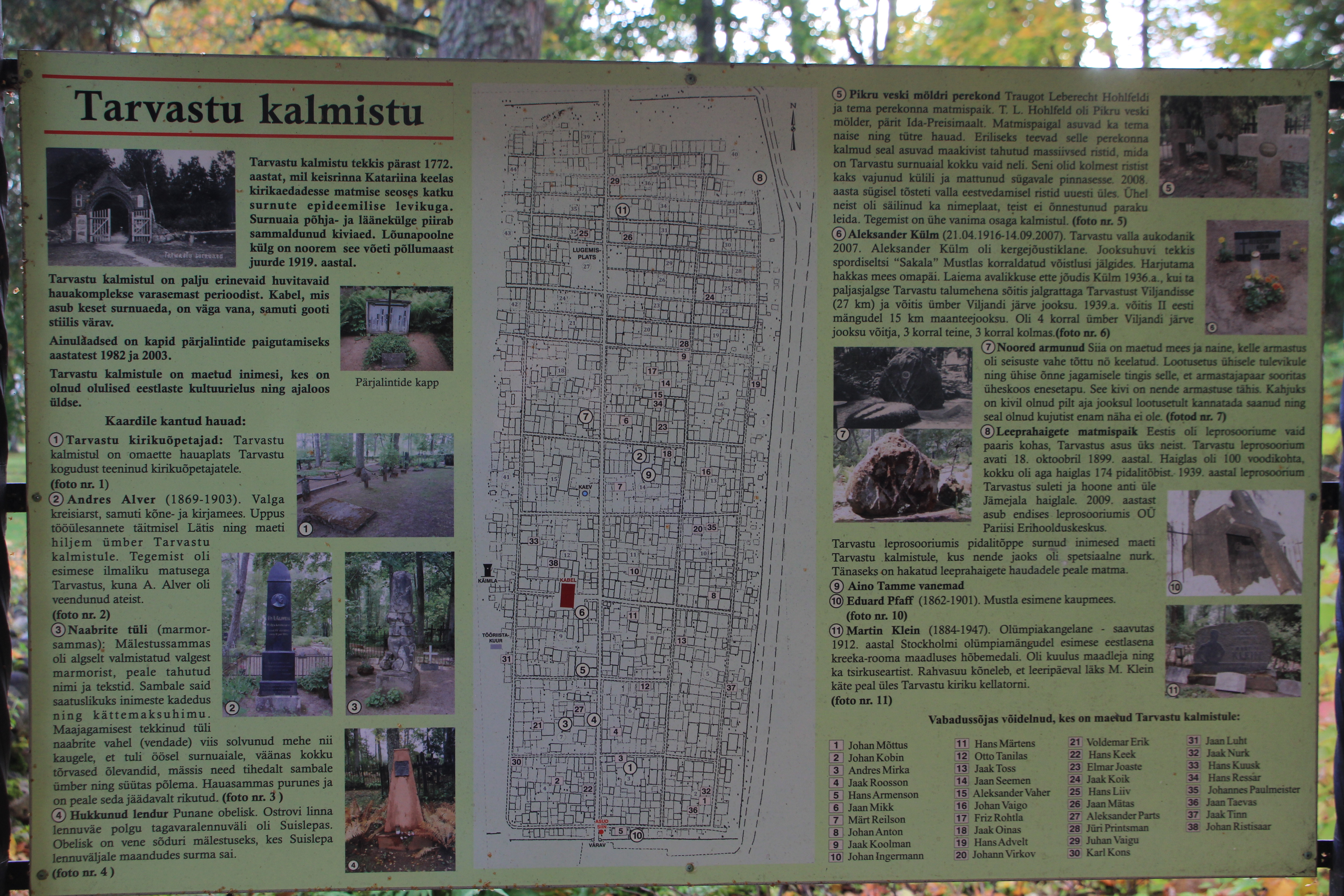
Informatiebord